# La forza della vita (singolo)
La forza della vita è una canzone cantata da Paolo Vallesi e scritta insieme al paroliere toscano Beppe Dati nel 1992.
Dopo aver vinto il Festival di Sanremo 1991 nella sezione "Nuove proposte" l'anno precedente, con il brano Le persone inutili, il cantautore partecipa nella sezione "Campioni" del Festival di Sanremo 1992 classificandosi terzo.
Verrà inserita nell'album La forza della vita. È tuttora considerata una delle più celebri canzoni del repertorio di Vallesi.
Ne è stata incisa una cover nel 2002 da Federico Russo nel corso della trasmissione Operazione trionfo.
Questa cover è disponibile nei cd Operazione Trionfo 3 e I ragazzi di Operazione Trionfo - Canterò per te.

## Tracce
1. La forza della vita - 4:30
2. La forza della vita (Versione strumentale) - 4:30

## Classifiche

### Classifiche settimanali
| Classifica (1992) | Posizione massima |
| ----------------- | ----------------- |
| Europa            | 63                |
| Italia            | 1                 |